# Concordat de Worms
El Concordat de Worms va ser un acord polític entre l'emperador alemany Enric V i el papa Calixt II, signat l'any 1122, que va suposar el final de la lluita de les investidures.
Les diferències entre el papat i l'emperador Enric V van provocar que per mediació del metropolità Adalbert de Magúncia, el Papa i el monarca alemany van arribar a un acord seguint el model aplicat per Anglaterra des de 1107: va ser l'anomenat Concordat de Worms del 23 de setembre de 1122.
Per aquest acord, Enric V admetia la lliure elecció i consagració del papa triat canònicament. Es comprometia, igualment, a restituir a l'Església de Roma els béns que li havien estat arrabassats en temps de la discòrdia i a ajudar el Papa quan fos requerit per a això. A canvi, Calixt II concedia a Enric que estigués present en les eleccions que se celebressin en els bisbats del regne alemany per vigilar la transparència del procés.